# رنچو میراژ (کالیفرنیا)
رَنچو میراژ (به انگلیسی: Rancho Mirage) شهری در شهرستان ریورساید، کالیفرنیا ایالت کالیفرنیا است که در سرشماری سال ۲۰۱۰ میلادی، ۱۷۲۱۸ نفر جمعیت داشته است.